# 한희 (연출가)
한희(1965년 ~ )는 대한민국의 드라마 프로듀서이다. 

## 경력
- 1991년 : MBC 입사
- 2005년 10월 : MBC 드라마본부 책임프로듀서
- 2010년 3월 : MBC 드라마본부 드라마3부장
- 2010년 9월 : MBC 드라마본부 드라마2부장
- 2011년 3월 : MBC 드라마본부 드라마1부장
- 2014년 6월 : MBC 드라마본부 드라마R&D센터장
- 2016년 9월 ~ 2017년 3월 : MBC 드라마본부 국장
- 2016년 9월 : MBC 드라마본부 기획제작1부장
- 2017년 3월 ~ : MBC 드라마본부 국장
- 2023년 3월 ~ : KBS 드라마 연출

## 작품 활동

### 텔레비전 드라마
| 채널 | 기간           | 제목                                                   | 역할 |
| ---- | -------------- | ------------------------------------------------------ | ---- |
| MBC  | 1996년         | 수목드라마 《강력반》 (데뷔작)                         | 연출 |
| MBC  | 1997년         | 베스트극장 《짐작과는 다른 일들》                      | 연출 |
| MBC  | 1997년         | 베스트극장 《함정》                                    | 연출 |
| MBC  | 1997년         | 베스트극장 《천기누설》                                | 연출 |
| MBC  | 1997년         | 베스트극장 《세탁소에 들러보세요》                     | 연출 |
| MBC  | 1998년         | 베스트극장 《우리 기쁜 크리스마스》                    | 연출 |
| MBC  | 1999년         | 베스트극장 《첫사랑》                                  | 연출 |
| MBC  | 1999년         | 베스트극장 《너를 보면 나는 잠이 와》                  | 연출 |
| MBC  | 1999년         | 베스트극장 《앙숙》                                    | 연출 |
| MBC  | 2000년         | 베스트극장 《엘리베이터에 낀 그 남자는 어떻게 되었나》 | 연출 |
| MBC  | 2000년         | 가정의달 특집극 《당신의 둥지는 어디였을까》           | 연출 |
| MBC  | 2001년         | 일요아침드라마 《어쩌면 좋아》                         | 연출 |
| MBC  | 2001년         | 베스트극장 《엄마에 관한 기억》                        | 연출 |
| MBC  | 2002년         | 베스트극장 《고무신 거꾸로 신은 이유에 대한 상상》     | 연출 |
| MBC  | 2003년         | 월화드라마 《내 인생의 콩깍지》                        | 연출 |
| MBC  | 2003년 ~2004년 | 주말연속극 《회전목마》                                | 연출 |
| MBC  | 2005년         | 수목드라마 《신입사원》                                | 연출 |
| MBC  | 2005년 ~2006년 | 수목드라마 《영재의 전성시대》                         | 기획 |
| MBC  | 2006년         | 월화드라마 《넌 어느 별에서 왔니》                     | 기획 |
| MBC  | 2006년         | 수목드라마 《오버 더 레인보우》                        | 연출 |
| MBC  | 2010년         | 수목드라마 《개인의 취향》                             | 기획 |
| MBC  | 2010년         | 수목드라마 《즐거운 나의 집》                          | 기획 |
| MBC  | 2011년         | 수목드라마 《마이 프린세스》                           | 기획 |
| MBC  | 2011년         | 월화드라마 《미스 리플리》                             | 기획 |
| MBC  | 2011년         | 월화드라마 《계백》                                    | 기획 |
| MBC  | 2012년         | 주말 특별기획 드라마 《닥터 진》                       | 연출 |
| MBC  | 2013년 ~2014년 | 월화드라마 《기황후》                                  | 연출 |
| MBC  | 2014년         | 수목드라마 《내 생애 봄날》                            | 기획 |
| MBC  | 2014년         | 수목드라마 《미스터 백》                               | 기획 |
| MBC  | 2015년         | 수목드라마 《킬미힐미》                                | 기획 |
| MBC  | 2015년         | 수목드라마 《맨도롱 또똣》                             | 기획 |
| MBC  | 2015년         | 수목드라마 《그녀는 예뻤다》                           | 기획 |
| MBC  | 2016년         | 수목드라마 《굿바이 미스터 블랙》                      | 연출 |
| MBC  | 2016년 ~2017년 | 수목드라마 《역도요정 김복주》                         | 기획 |
| MBC  | 2017년         | 수목드라마 《병원선》                                  | 기획 |
| MBC  | 2017년         | 수목드라마 《로봇이 아니야》                           | 기획 |
| KBS2 | 2023년         | 월화드라마 오아시스                                    | 연출 |

## 수상 경력
- 2000년 아산상 효행상